# Иглоногая сова
Иглоно́гая сова́, или бурая иглоногая сова (лат. Ninox scutulata) —  вид иглоногих сов, единственный на территории России.

## Описание

### Внешний вид
Размах крыльев иглоногой совы около 80 сантиметров, вес до 250 граммов. Радужная оболочка глаз жёлтая. Клюв чёрный, слегка желтеющий к основанию. Когти тёмные, лапы желтоватые. Основной цвет оперения тёмно-бурый. Брюхо более светлое, со множеством каплевидных продольных пестрин, число и интенсивность окраски которых могут различаться у разных особей. Самцы часто выглядят более тёмными.
Только что вылупившийся птенец иглоногой совы имеет массу около 16 граммов. Его покрывает густой, высотой 7—8 миллиметров, белый пух, сквозь который местами видна розоватая кожа. Лапа, кроме подошвы и пятки, также опушена, хотя пух на пальцах довольно редкий. Восковица светло-желтоватая. Клюв и когти отливают стальной синевой. На кончике клюва белый яйцевой зуб.

### Распространение и места обитания
Иглоногая сова обитает в лесах Юго-Восточной Азии от Индии и Шри-Ланки до Японии, Индокитая и Индонезии. В России она встречается в Приморском крае. У нас эти птицы являются перелётными — прилетают в Приморье в начале мая, а улетают в сентябре.

### Питание
Основная добыча иглоногих сов — крупные ночные бабочки (совки, бражники, медведицы, артемиды и так далее), а также стрекозы. Они кормятся также и позвоночными (воробьиные птицы, летучие мыши, мышевидные грызуны).

### Размножение и развитие
В конце мая — первых числах июня с интервалом в 48 часов в дупле прямо на древесную труху самка откладывает 3, реже 2 или 4 яйца. Размеры яиц варьируют в пределах 38—40x33—35 миллиметров. Вес яйца около 20—23,5 грамма. Форма обычно эллипсовидная, скорлупа белая, слегка блестящая. Цвет матово-белый.
Самка приступает к насиживанию сразу же после откладки первого яйца. С этого момента она почти не покидает дупла. Самец по-прежнему днюет поблизости.
Насиживание длится 28 дней. На двадцать пятые — двадцать седьмые сутки, набрав вес 145—160 граммов, птенцы покидают дупло, но родители продолжают их кормить.